# Biblionet
Biblionet a fost un program de cinci ani, inițiat în 2009 care a avut drept scop diversificarea gamei de servicii oferite de bibliotecile publice din România. Biblionet a făcut parte din programul Global Libraries finanțat de Fundația Melinda și Bill Gates și a fost implementat de IREX România. Finanțarea de 26,9 milioane de dolari a ajutat la modernizarea a 2.283 de biblioteci cu calculatoare și alte echipamente IT. Paul-Andre Baran a fost directorul programului Biblionet, iar Asociația Națională a Bibliotecarilor și Bibliotecilor Publice din România a fost partenerul principal.
Obiectivele programului au inclus:
- Facilitarea accesului public la informație
- Pregătirea bibliotecarilor din bibliotecile publice
- Promovarea valorii bibliotecilor pentru comunități
- Asigurarea sprijinului guvernamental acordat bibliotecilor.